# Eugenio Arellano Fernández
Eugenio Arellano Fernández (Corella, 13 novembre 1944) è un vescovo cattolico e missionario spagnolo, dal 5 luglio 2021 vicario apostolico emerito di Esmeraldas.

## Biografia
Eugenio Arellano Fernández è nato a Corella il 13 novembre 1944.

### Formazione e ministero sacerdotale
Da giovane ha scoperto la sua vocazione al presbiterato e ha deciso di entrare nella congregazione dei missionari comboniani del Cuore di Gesù a Moncada. Il 15 agosto 1968 ha emesso la professione solenne. Si è poi trasferito in Portogallo per gli studi di filosofia e a Parigi per quelli di teologia.
Il 18 dicembre 1972 è stato ordinato presbitero. Dopo la sua ordinazione ha prestato servizio come educatore in una casa della sua congregazione a Barcellona. Cinque anni è stato inviato come missionario nel vicariato apostolico di Esmeraldas, in Ecuador. Ha iniziato a operare nel cantone di San Lorenzo della provincia di Esmeraldas. Nel 1982 è stato nominato parroco della parrocchia di Santa Marianita a Esmeraldas e in seguito è stato superiore provinciale dei comboniani dell'Ecuador e della Colombia. Più tardi è tornato a Parigi per assumere gli incarichi di superiore e formatore degli studenti di teologia della sua congregazione.

### Ministero episcopale
Il 1º giugno 1995 papa Giovanni Paolo II lo ha nominato vicario apostolico di Esmeraldas e vescovo titolare di Celle di Proconsolare. Ha ricevuto l'ordinazione episcopale il 20 agosto successivo dall'arcivescovo Francesco Canalini, nunzio apostolico in Ecuador, co-consacranti l'arcivescovo metropolita di Portoviejo José Mario Ruiz Navas e il vescovo ausiliare di Guayaquil Olindo Natale Spagnolo Martellozzo.
Nell'ottobre del 2008 e nel settembre del 2017 ha compiuto la visita ad limina.
Dal 28 aprile 2017 all'11 novembre 2020 è stato presidente della Conferenza episcopale dell'Ecuador.
Il 5 luglio 2021 papa Francesco ha accolto la sua rinuncia al governo pastorale del vicariato di Esmeraldas per raggiunti limiti di età.

## Genealogia episcopale
La genealogia episcopale è:
- Cardinale Scipione Rebiba
- Cardinale Giulio Antonio Santori
- Cardinale Girolamo Bernerio, O.P.
- Arcivescovo Galeazzo Sanvitale
- Cardinale Ludovico Ludovisi
- Cardinale Luigi Caetani
- Cardinale Ulderico Carpegna
- Cardinale Paluzzo Paluzzi Altieri degli Albertoni
- Papa Benedetto XIII
- Papa Benedetto XIV
- Papa Clemente XIII
- Cardinale Marcantonio Colonna
- Cardinale Giacinto Sigismondo Gerdil, B.
- Cardinale Giulio Maria della Somaglia
- Cardinale Carlo Odescalchi, S.I.
- Cardinale Costantino Patrizi Naro
- Cardinale Lucido Maria Parocchi
- Papa Pio X
- Papa Benedetto XV
- Papa Pio XII
- Cardinale Eugène Tisserant
- Papa Paolo VI
- Cardinale Agostino Casaroli
- Arcivescovo Francesco Canalini
- Vescovo Eugenio Arellano Fernández, M.C.C.I.